# لوکو، سژانا
لوکو (اسلوونیایی: Lokev؛ تلفظ اسلونیایی: [ˈlo:kɛu̯]) یک منطقهٔ مسکونی در اسلوونی است که در منطقهٔ لیتورال اسلوونی واقع شده‌است. لوکو ۱۴٫۲۵ کیلومتر مربع مساحت و ۷۳۷ نفر جمعیت دارد و ۴۴۹٫۵ متر بالاتر از سطح دریا واقع شده‌است.